# Ganz (Gemeinde Schwarzenau)
Ganz ist eine Ortschaft und eine Katastralgemeinde der Gemeinde Schwarzenau im Bezirk Zwettl in Niederösterreich.

## Geografie
Das Dorf befindet sich nordwestlich von Schwarzenau an der Landesstraße L8106. Im Westen fließt der Ganzbach, ein rechter Nebenfluss der Deutschen Thaya, am Ort vorüber, und auch die Bahnstrecke Schwarzenau–Martinsberg-Gutenbrunn befindet sich in Sichtweite. Zur Ortschaft zählt auch die Lage Waldhütten im Westen.

## Siedlungsentwicklung
Zum Jahreswechsel 1979/1980 befanden sich in der Katastralgemeinde Ganz insgesamt 59 Bauflächen mit 27.547 m² und 34 Gärten auf 11.940 m², 1989/1990 gab es 61 Bauflächen. 1999/2000 war die Zahl der Bauflächen auf 139 angewachsen und 2009/2010 bestanden 50 Gebäude auf 106 Bauflächen.

## Geschichte
Laut Adressbuch von Österreich waren im Jahr 1938 in Ganz ein Gastwirt, ein Schmied und mehrere Landwirte ansässig.

## Bodennutzung
Die Katastralgemeinde ist landwirtschaftlich geprägt. 323 Hektar wurden zum Jahreswechsel 1979/1980 landwirtschaftlich genutzt und 159 Hektar waren forstwirtschaftlich geführte Waldflächen. 1999/2000 wurde auf 314 Hektar Landwirtschaft betrieben und 165 Hektar waren als forstwirtschaftlich genutzte Flächen ausgewiesen. Ende 2018 waren 309 Hektar als landwirtschaftliche Flächen genutzt und Forstwirtschaft wurde auf 165 Hektar betrieben. Die durchschnittliche Bodenklimazahl von Ganz beträgt 31 (Stand 2010).